# Jonathan Coe
Pour les articles homonymes, voir Coe.
Jonathan Coe, né le 19 août 1961 à Lickey (en), une petite localité à 16 km de Birmingham, est un écrivain britannique. Il écrit surtout des romans inspirés des réalités sociétales et politiques du Royaume-Uni des XXe et XXIe siècles, avec leurs implications sur la vie de ses conationaux, reflétées par l'analyse psychologique des personnages aussi. Ses œuvres sont en général bien reçues, aussi bien par le public que par la critique littéraire, l'écrivain étant honoré par plusieurs prix et autres distinctions britanniques et internationaux.

## Biographie
Le père du futur écrivain était physicien et sa mère professeure de musique. Il parle de son enfance comme d'une période heureuse, presque sans événements.
Jonathan Coe fait ses études secondaires à la King Edward's School, une école privée de Birmingham. Dès son enfance, il pense à devenir écrivain. À l'âge de huit ans, il écrit pour soi The Castle of Mystery (Le château du mystère), ayant pour héros un détective de l'époque victorienne. Il inclura plus tard le premier chapitre de cet écrit dans son roman Testament à l'anglaise, publié en 1994. À l'âge de quinze ans, il envoie à un éditeur un roman comique .
Il fait des études supérieures d'abord au Trinity College de l'Université de Cambridge. Dans les années qu'il y passe, il continue ses essais littéraires, un roman et la grande partie d'un autre, dont il n'est pas content. Il continue ses études à l'Université de Warwick, où il s'intéresse entre autres au féminisme, au structuralisme, au Nouveau Roman et à Samuel Beckett, mais ses recherches se concentrent sur Henry Fielding. Il obtient son doctorat en littérature anglaise avec une thèse sur le roman Tom Jones de celui-ci.
Le premier livre publié de Johathan Coe, le roman La Femme de hasard (1987) est d'abord refusé par 15 éditeurs. Lorsqu'il paraît, il n'a de succès ni auprès du public ni auprès de la critique. L'écrivain s'établit à Londres, où il travaille pendant quelque temps comme correcteur dans une compagnie de services juridiques dans la Cité. Il publie deux autres romans sans plus de succès que le premier. En même temps, il s'occupe de musique. Il compose, écrit des chansons et joue du piano dans un groupe éphémère, The Peer Group, puis dans Wanda and the Willy Warmers, un orchestre de cabaret féministe tout aussi éphémère.
Il obtient son premier succès littéraire, aussitôt international aussi, en 1994, avec le roman What a Carve Up! or The Winshaw Legacy (Testament à l'anglaise).
Johathan Coe s'implique aussi dans des activités humanitaires, entre autres en soutenant celles d'Oxfam. Par exemple, en 2010, lui et de nombreux autres écrivains offrent à l'organisation des récits pour le volume Ox-tales. Elements. Au début des années 2000, l'écrivain est membre du conseil d'administration de l'organisation Cleared Ground Demining qui s'occupe de déminage humanitaire et de la destruction de munitions restées non explosées après les guerres. Dans cette qualité, il observe cette action en 2007, en Guinée-Bissau.
L'écrivain s'est marié en 1989 et vit avec sa femme et ses deux enfants au centre de Londres,.
Selon Libération, la plupart de ses ouvrages auscultent la société britannique, et Jonathan Coe est perçu comme un « génie du sarcasme et du grincement british, observateur de la nation et de ses mues et redoutable peintre de l’ordinaire ». Notamment, Le Royaume désuni est une histoire se déroulant sur 75 années à partir de la fin de la Seconde Guerre mondiale, et relate de grands événements, mais y intègre des éléments de la vie quotidienne et de ses soucis habituels. Le principe est le même pour Les Enfants de Longbridge, l'histoire d'une famille typique de la classe moyenne anglaise, se déroulant sur plusieurs décennies, entre Thatcher et Blair. Selon Jonathan Coe, alors que de nombreux romanciers « écrivent sous l'effet d'un traumatisme », sa propre enfance a été « presque anormalement exempte de traumatismes », d'où peut-être son goût pour la description de la banalité. Dans What a Carve Up!, il dit avoir puisé dans « la simplicité de la culture populaire britannique » pour exprimer le « sentiment omniprésent de malaise et de trahison » entourant le thatchérisme.
Jonathan Coe est relativement peu célèbre dans son propre pays. La seule fois où il s'est fait interpeller dans la rue, l'homme qui l'a reconnu était italien. Ses livres se vendent principalemnt en France, en Italie et en Grèce. En 2010, ses royalties en provenance de la France sont environ quatre fois supérieurs à ceux réalisés au Royaume-Uni.

## Œuvre

### Romans

#### Trilogie romanesqueLes Enfants de Longbridge
- The Rotters' Club (2001) Bienvenue au club, traduit par Jamila et Serge Chauvin, Paris, Gallimard, coll. « Du monde entier », 2002 ; réédition, Paris, Gallimard, coll. « Folio » no 4071, 2004  (ISBN 2-07-031723-4)
- The Closed Circle (2004) Le Cercle fermé, traduit par Jamila et Serge Chauvin, Paris, Gallimard, coll. « Du monde entier », 2006 ; réédition, Paris, Gallimard, coll. « Folio » no 4541, 2007  (ISBN 978-2-07-034491-8)
- Les deux romans précédents sont réunis, avec une préface inédite de l'auteur, dans un volume intitulé Les Enfants de Longbridge, Paris, Gallimard, coll. « Folio. Série XL » no 5972, 2015  (ISBN 978-2-07-046522-4)
- Middle England (2018) Le Cœur de l'Angleterre, traduit par Josée Kamoun, Paris, Gallimard, coll. « Du monde entier », 2019  (ISBN 978-2-07-282952-9)

#### Autres romans
- The Accidental Woman (1987) La Femme de hasard, traduit par Jamila et Serge Chauvin, Paris, Gallimard, coll. « Folio » no 4472, 2006  (ISBN 978-2-07-030846-0)
- A Touch of Love (1989) Une touche d'amour, traduit par Jean Pavans, Monaco, Éditions du Rocher, 2002 ; réédition, Paris, Gallimard, coll. « Folio » no 3975, 2003  (ISBN 2-07-042812-5)
- The Dwarves of Death (1990) Les Nains de la mort, traduit par Jean-François Ménard, Paris, Gallimard, coll. « Du monde entier », 2001 ; réédition, Paris, Gallimard, coll. « Folio » no 3711, 2002  (ISBN 2-07-042214-3)
- What a Carve Up! or The Winshaw Legacy (1994) Testament à l'anglaise, traduit par Jean Pavans, Paris, Gallimard, coll. « Du monde entier », 1995 ; réédition, Paris, Gallimard, coll. « Folio » no 2992, 1997  (ISBN 2-07-040326-2)
- The House of Sleep (1997) La Maison du sommeil, traduit par Jean Pavans, Paris, Gallimard, coll. « Du monde entier », 1998 ; réédition, Paris, Gallimard, coll. « Folio » no 3389, 2000  (ISBN 2-07-041257-1)
- The Rain Before It Falls (2007) La Pluie avant qu'elle tombe, traduit par Jamila et Serge Chauvin, Paris, Gallimard, coll. « Du monde entier », 2008 ; réédition, Paris, Gallimard, coll. « Folio » no 5050, 2010  (ISBN 978-2-07-041696-7)
- The Terrible Privacy of Maxwell Sim (2010) La Vie très privée de Mr Sim, traduit par Josée Kamoun, Paris, Gallimard, coll. « Du monde entier », 2011 ; réédition, Paris, Gallimard, coll. « Folio » no 5381, 2012  (ISBN 978-2-07-044692-6)
- Expo 58 (2013) Expo 58, traduit par Josée Kamoun, Paris, Gallimard, coll. « Du monde entier », 2014 ; réédition, Paris, Gallimard, coll. « Folio » no 5961, 2015  (ISBN 978-2-07-045510-2)
- Number 11, or Tales that Witness Madness (2015) Numéro 11. Quelques contes sur la folie des temps, traduit par Josée Kamoun, Paris, Gallimard, coll. « Du monde entier », 2016 ; réédition, Paris, Gallimard, coll. « Folio » no 6486, 2018  (ISBN 978-2-07-046985-7)
- Mr Wilder & Me (2021) Billy Wilder et moi, traduit par Marguerite Capelle, Paris, Gallimard, coll. « Du monde entier », 2021  (ISBN 978-2072923920)
- Bournville (2022) Le royaume désuni, traduit par Marguerite Capelle, Paris, Gallimard, coll. « Du monde entier », 2022  (ISBN 978-2072990878)
- The Proof of My Innocence (2024)

Les romans significatifs de l'auteur ont pour cadre les réalités sociétales et politiques de la Grande Bretagne contemporaine de l'écrivain. Ses personnages sont des caractères divers comprenant des éléments autobiographiques aussi, avec des psychologies et des évolutions influencées par ces réalités également. La plupart de ces romans se caractérisent par l'humour, parfois noir, et par une démarche satirique à l'adresse des réalités reflétées.
Testament à l'anglaise (1995) est une virulente satire de la société britannique des années du thatchérisme, avec ses personnages appartenant à un clan sans aucun scrupule pour s'enrichir dans cette société.
La maison du sommeil (1998) est un thriller dans lequel évoluent quatre personnages complexes liés par la présence au même endroit mais dans deux périodes distantes de 10 ans l'une de l'autre : la première lorsque c'était une université, la seconde quand c'était devenu une clinique en principe destinée a guérir les troubles du sommeil.
Bienvenue au club (2002) commence la trilogie Les enfants de Longbridge. Dans ce premier roman, les personnages principaux sont des lycéens dans les années 1970, avec leurs occupations et problèmes d'adolescents, à Birmingham, ville industrielle qui commence à décliner.
Le Cercle fermé (2006) continue la trilogie en reprenant les mêmes personnages après vingt ans d'évolution divergente, sur le fond de la société des années 1990. La satire y est tout aussi acerbe que celle du thatchérisme.
La Pluie avant qu'elle tombe se distingue des autres romans de l'auteur par sa gravité. Il suit, à commencer par les années 1940, l'existence tragique de trois générations de femmes.
La Vie très privée de Mr Sim (2011) a dans son centre un homme en pleine crise existentielle, affecté aussi bien dans sa carrière que dans sa vie privée, solitaire malgré ses relations sur les réseaux sociaux. Un long trajet en voiture est l'occasion pour lui de réanalyser son passé.
Expo 58 (2013) est une parodie de roman d'espionnage située au moment de l'Exposition universelle de 1958, en Belgique. Son personnage principal, un fonctionnaire subalterne du ministère de l'Information reflète au-delà de ses péripéties relatées avec humour, le tiraillement de la société anglaise entre l'attirance pour la modernité et l'attachement aux convenances traditionnelles.
Le Cœur de l'Angleterre (2019) clôt la trilogie Les enfants de Longbridge. Les mêmes personnages sont arrivés à l'époque avant et pendant le Brexit, marqués par des nostalgies, des désillusions et des déchirements, y compris au sein des familles. C'est par ailleurs l'une des premières œuvres de fiction qui abordent le Brexit.
Le Royaume désuni (2022) est l'histoire d'une famille originaire d'un village près de Birmingham, sur le fond de tous les événements qui ont marqué la Grande Bretagne depuis 1945 et jusqu'à la période de la pandémie de Covid-19.

### Recueil de nouvelles
- 9th and 13th (2005) Désaccords imparfaits, traduit par Josée Kamoun, Paris, Gallimard, 2012 ; réédition, Paris, Gallimard, coll. « Folio » no 5645, 2015  (ISBN 978-2-07-045351-1)

### Littérature d'enfance et de jeunesse
Ces deux livres ne sont pas parus en anglais mais en italien :
- La storia di Gulliver (Histoire de Gulliver) Gedi, 2011,  (ISBN 9788883713354)[19]
- Lo specchio dei desideri, ill. de Chiara Coccorese (2012) Le Miroir brisé, traduit par Josée Kamoun, Paris, Gallimard Jeunesse, 2014  (ISBN 978-2-07-065795-7)

### Biographies
- Humphrey Bogart: Take It and Like It (1991) Humphrey Bogart, traduit par Rémy Lambrechts, Paris, éditions des Plume/Calmann-Lévy, 1992  (ISBN 2-7021-2105-5) ; réédition, Paris, éditions Cahiers du cinéma, 2005  (ISBN 2-86642-425-5)
- James Stewart: Leading Man (1994) James Stewart, une biographie de l'Amérique, traduit par Béatrice Pley, Rome, Gremese, 1996 ; réédition, Paris, éditions des Cahiers du Cinéma, 2004  (ISBN 2-86642-388-7)
- Like a Fiery Elephant: The Story of B. S. Johnson (2004) B.S. Johnson, histoire d'un éléphant fougueux, traduit par Vanessa Guignery, Meudon, Quidam éditeur, coll. « Made in Europe », 2009  (ISBN 978-2-915018-40-0)

### Autre
- Marginal Notes, Doubtful Statements (2013) Notes marginales et bénéfices du doute, traduit par Josée Kamoun, Paris, Gallimard, Hors série Littérature, 2015  (ISBN 978-2-07-014799-1)

## Adaptations

### Au cinéma
- 2000 : Five Seconds to Spare, film britannique réalisé par Tom Connolly, d'après le roman Les Nains de la mort[20] ;
- 2015 : La Vie très privée de Monsieur Sim, film français réalisé par Michel Leclerc, d'après le roman éponyme[21] ;
- 2020 : What a Carve Up!, film britannique réalisé par Tamara Harvey, scénario de Jonathan Coe en collaboration avec Henry Filloux-Bennett, d'après le roman Testament à l'anglaise[22].

### À la télévision
- 2005 : The Rotter's Club, mini-série britannique en trois épisodes réalisée par Tony Smith, d'après le roman éponyme[23].

## Réception de l'œuvre
À commencer par son roman Testament à l'anglaise, Johathan Coe connaît le succès auprès du public et jouit d'appréciations en général positives de la critique littéraire. La motivation de l'octroi du prix Bauer-Ca' Foscari de l'Université Ca' Foscari de Venise affirme : « Grâce à son vif intérêt pour les sujets les plus cruciaux de la civilisation contemporaine, Jonathan Coe peut être considéré comme un romancier total et un classique de notre temps. ».

### Livres primés
- What a Carve Up! – prix John Llewellyn Rhys 1994[25] ;

– prix du Meilleur livre étranger 1996 ;
- The House of Sleep – prix du Meilleur roman de la Writers' Guild of Great Britain 1997[27] ;

– prix Médicis étranger 1998 ;
- The Rotters' Club – Prix Bollinger Everyman Wodehouse (en) 2001[29] ;

– prix Arcebispo Juan de San Clemente 2004 (Espagne) ;
- Like a Fiery Elephant – prix Samuel Johnson 2005[31] ;
- Number 11 or Tales that Witness Madness – Prix Flaiano 2016[1] ;
- Middle England – prix du livre européen 2019[32] ;

– prix Costa 2019 pour le meilleur roman.

### Autres distinctions
- 2004 – Ordre des Arts et des Lettres au grade de chevalier[34] ;
- 2006 – doctorat honoris causa de l'Université de Birmingham[35] ;

– doctorat honoris causa de la Birmingham City University ;
- 2012 – membre de la Royal Society of Literature[37] ;
- 2016 – Ordre des Arts et des Lettres au grade d'officier[38] ;
- 2019 – prix Bauer-Ca' Foscari[39].